# 세스 모리스
세스 모리스(영어: Seth Morris, 1970년 5월 21일~)는 미국의 배우이자 희극인, 방송작가이다. 《고 온》, 《해피 엔딩》, 《더 핫와이브스 오브 올랜도》, 《더 리그》, 《크롤 쇼》, 《아동병원》 등에 출연했다.

## 필모그래피

### 영화
| 연도 | 제목                            | 역할                | 비고 |
| ---- | ------------------------------- | ------------------- | ---- |
| 2004 | 《반대표 - 바비 듀크스 이야기》 | 크로스비 피터스     |      |
| 2008 | 《스텝 브라더스》               | 의사                |      |
| 2009 | 《알러뷰 맨》                   | 배리의 친구         |      |
| 2009 | 《미스 마치》                   | 상사                |      |
| 2011 | 《친구와 연인사이》             | 개와 함께 있는 남자 |      |
| 2011 | 《시더 래피드》                 | 엉클 켄             |      |
| 2011 | 《하이 로드》                   | 더티 칼             |      |
| 2012 | 《독재자》                      | 임산부 남편         |      |
| 2012 | 《캠페인》                      | Confession Husband  |      |
| 2014 | 《All Stars》                   | 조엘 레비탄         |      |
| 2014 | 《A Better You》                | 마사지 테라피스트   |      |
| 2015 | 《헬 앤 백》                    | 무신론자(목소리)    |      |
| 2016 | 《겟 어 잡》                    | 론 지멧             |      |

### 텔레비전
| 연도       | 제목                                            | 역할                                | 비고                                                                                  |
| ---------- | ----------------------------------------------- | ----------------------------------- | ------------------------------------------------------------------------------------- |
| 1998~2006  | 《레이트 나이트 위드 코난 오브라이언》          | 여러 역                             |                                                                                       |
| 1999       | 《업라이트 시티즌스 브리게이드》                | 진짜 예                             | "Spaghetti Jesus" 에피소드 출연                                                       |
| 2002       | 《콘테스트 서치라이트》                         | 호텔 종업원                         | #1.1 에피소드 출연                                                                    |
| 2004       | 《크로스볼스: 더 디베이트 쇼》                  | 여러 역                             | 각본도 담당                                                                           |
| 2005       | 《Love, Inc.》                                  | 에반                                | "The Honeymooners" 에피소드 출연                                                      |
| 2005       | 《데미지 컨트롤》                               | 여러 역                             |                                                                                       |
| 2007       | 《휴먼 자이언트》                               | 스티브                              | "Kneel Before Zerg" 에피소드 출연                                                     |
| 2007       | 《케이브멘》                                    | 사피엔스                            | "Her Embarrassed of Caveman" 에피소드 출연                                            |
| 2007~2009  | 《커브 유어 엔수지애즘》                        | 섀퍼 박사 / 이비인후과 의사         | 에피소드 2편 출연                                                                     |
| 2008~2015  | 《아동병원》                                    | 네이트 샤흐터 박사/터그 스파노/기타 | 에피소드 9편 출연, 각본도 담당                                                        |
| 2009       | 《내가 그녀를 만났을 때》                       | 감독                                | "The Possimpible" 에피소드 출연                                                       |
| 2009       | 《르노 911!》                                   | 예수                                | "Stoner Jesus" 에피소드 출연                                                          |
| 2010       | 《플레이어스》                                  | 스키퍼 서니사이드                   | "Cumdog Millionaire" 에피소드 출연                                                    |
| 2010       | 《빅 레이크》                                   | 트레 오닐                           | "The Interview" 에피소드 출연                                                         |
| 2010       | 《필라델피아는 언제나 맑음》                    | 테드 샐리                           | "The Gang Buys a Boat" 에피소드 출연                                                  |
| 2010~2011  | 《퍼니 오어 다이 프레즌트》                     | 여러 역                             | 에피소드 4편 출연                                                                     |
| 2010~2014  | 《더 리그》                                     | 빌 해덕                             | 에피소드 6편 출연                                                                     |
| 2011       | 《유나이티드 스테이트 오브 타라》               | 미셸                                | "The Full Fuck You Finger" 에피소드 출연                                              |
| 2011       | 《트래픽 라이트》                               | 빅 대드                             | "Bonebag" 에피소드 출연                                                               |
| 2011       | 《NTSF:SD:SUV::》                               | 대니 리부트                         | "Piper Doesn't Live Here Anymore" 에피소드 출연                                       |
| 2011       | 《닉 스워드슨스 프리텐드 타임》                 | 조문객                              | "PETA Not on Set" 에피소드 출연                                                       |
| 2011       | 《프레드 2: 나이트 오브 더 리빙 프레드》        | 제이크 데블린                       | TV 영화                                                                               |
| 2011~2013  | 《해피 엔딩》                                   | 스코티                              | 에피소드 6편 출연                                                                     |
| 2012, 2015 | 《코미디 뱅! 뱅!》                              | 밥 두카 / 넬즈 헤버                 | 에피소드 2편 출연                                                                     |
| 2012~2013  | 《고 온》                                       | 대니                                | 에피소드 19편 출연                                                                    |
| 2013       | 《더 그레이티스트 이벤트 인 텔레비전 히스토리》 | 채넌 플라워스                       | "Too Close for Comfort" 에피소드 출연                                                 |
| 2013~2015  | 《크롤 쇼》                                     | 밥 두카 외 여러 역                  | 에피소드 9편 출연, 각본도 담당                                                        |
| 2014~2015  | 《팍스 앤 레크리에이션》                        | 마이크 패터슨                       | 에피소드 2편 출연                                                                     |
| 2014       | 《브로드 시티》                                 | 존                                  | "The Last Supper" 에피소드 출연                                                       |
| 2014       | 《우리동네 외계인》                             | 오스카 월턴                         | "Close Encounters of the Bird Kind" 에피소드 출연                                     |
| 2014       | 《유어 홀》                                     | 아버지, 에이브러햄 링컨             | "Propofol/Telescopes/Abraham Lincoln" 에피소드 출연                                   |
| 2014~2016  | 《마론》                                        | 제러미                              | 에피소드 2편 출연                                                                     |
| 2014       | 《더 핫와이브스 오브 올랜도》                   | T.J.                                | 에피소드 7편 출연                                                                     |
| 2014       | 《뉴스리더스》                                  | 웨스틀리                            | "Roswell, New Mexico; Skip Goes to a Wedding" 에피소드 출연                           |
| 2014       | 《키 앤 필》                                    | 관객 #1                             | "Sex Addict Wendell" 에피소드 출연                                                    |
| 2015       | 《배드 저지》                                   | 에단                                | "Naked and Afraid" 에피소드 출연                                                      |
| 2015       | 《워커홀릭스》                                  | 랜던                                | "Dorm Daze" 에피소드 출연                                                             |
| 2015       | 《브루클린 나인-나인》                          | 필른                                | "Windbreaker City" 에피소드 출연                                                      |
| 2015       | 《밥스 버거스》                                 | 베이커(목소리)                      | "Eat, Spray, Linda" 에피소드 출연                                                     |
| 2015       | 《더 코미디언스》                               | 세스 & 브라이언 쇼의 세스           | "Orange You the New Black Guy" 에피소드 출연                                          |
| 2015       | 《더 핫와이브스 오브 라스베이거스》             | 팀                                  | "The Reunion" 에피소드 출연                                                           |
| 2015       | 《필시 프레피 틴즈》                            | 악마                                | #1.6 에피소드 출연                                                                    |
| 2016~2018  | 《러브》                                        | 에반                                | 에피소드 8편 출연                                                                     |
| 2016       | 《더 UCB 쇼》                                   | 퍼플 제프                           | "Cock Rings Are No Joke" 에피소드 출연                                                |
| 2016       | 《바질리언 달러 프로퍼티스》                    | 쇼슈아                              | "Amir Is Glenn's Mentor" 에피소드 출연, 각본, 공동 이그제큐티브 프로듀서, 연출도 담당 |
| 2016       | 《모던 패밀리》                                 | 제임스                              | "The Party" 에피소드 출연                                                             |
| 2016       | 《레이디 다이너마이트》                         | 감독                                | "Mein Ramp" 에피소드 출연                                                             |
| 2016~2019  | 《부통령이 필요해》                             | 빌 재거                             | 에피소드 6편 출연                                                                     |
| 2016       | 《완다가 간다》                                 | 넥비어드(목소리)                    | 에피소드 2편 출연                                                                     |
| 2016       | 《테이크 마이 와이프》                          | 데이먼                              | "Feature" 에피소드 출연                                                               |
| 2016~2018  | 《굿 플레이스》                                 | 월리스                              | 에피소드 4편 출연                                                                     |
| 2016       | 《메리 + 제인》                                 | 교수                                | "Neighborhood Watch" 에피소드 출연                                                    |
| 2017       | 《투르 드 파머시》                              | 믹 포터하우스                       | TV 영화                                                                               |
| 2017~현재  | 《빅 마우스 (미국의 TV 시리즈)》                | 그렉 글레이저(목소리)               | 에피소드 27편 출연                                                                    |
| 2017       | 《고스티드》                                    | 키스                                | "Whispers" 에피소드 출연                                                              |
| 2017       | 《두 유 원트 투 씨 어 데드 바디?》              | 누드 비치 불량배 1                  | "A Body and an Actor (with Justin Long)" 에피소드 출연, 각본도 담당                   |
| 2018       | 《리자 온 디맨》                                | 루디                                | "Elite Status" 에피소드 출연                                                          |
| 2018       | 《포 더 피플》                                  | 마이클 갤러거                       | "This Is What I Wanted to Say" 에피소드 출연                                          |
| 2018       | 《얼론 투게더》                                 | 제임스                              | "Murder House" 에피소드 출연                                                          |
| 2018       | 《더 코너스》                                   | 쇼핑몰의 남자 공화당원              | "The Separation of Church and Dan" 에피소드 출연                                      |
| 2019       | 《슈퍼스토어》                                  | ICE 요원 롭슨                       | "Employee Appreciation Day" 에피소드 출연                                             |
| 2019       | 《아메리칸 프린세스》                           | 배어 유어 소울 MC                   | "Queen, Interrupted" 에피소드 출연                                                    |
| 2019       | 《미스터 맘》                                   | 스탠                                | 에피소드 2편 출연                                                                     |
| 2019       | 《블랙 지저스》                                 | 루이                                | "The Real Jesus of Compton" 에피소드 출연                                             |
| 2020~2022  | 《클로즈 이너프》                               | 앤더스(목소리)                      | 에피소드 6편 출연                                                                     |
| 2021       | 《더 빅 리프》                                  | 케빈 퍼킨스                         | 에피소드 5편 출연                                                                     |
| 2022       | 《아이 러브 댓 포 유》                          | 칼                                  | "Impeccable She Casuals" 에피소드 출연                                                |
| 2022       | 《스타트렉: 로워덱스》                          | 일러스터(목소리)                    | "Crisis Point II: Paradoxus" 에피소드 출연                                            |